# Southern Football League 1944-1945
Navigation
Édition précédente Édition suivante
La saison 1944-1945 de la Southern Football League est la cinquième édition de cette compétition créée pendant la Seconde Guerre mondiale pour compenser l'arrêt de la Scottish Football League.

## Classement
Le classement est établi sur le barème de points classique (victoire à 2 points, match nul à 1, défaite à 0).
Pour départager les égalités, on tient d'abord compte de la différence de buts générale puis du nombre de buts marqués. Trois clubs seront relégués en Division B, créée pour l'édition suivante, à la suite de l'arrivée des clubs de la North Eastern League (en) qui avait arrêté en 1945. Il s'agit d'Airdrieonians, Albion Rovers et Dumbarton, remplacés par Aberdeen, Kilmarnock et Queen of the South.
| Rang | Équipe              | Pts | J  | G  | N | P  | Bp | Bc  | Diff |
| ---- | ------------------- | --- | -- | -- | - | -- | -- | --- | ---- |
| 1    | Rangers'T'L         | 49  | 30 | 23 | 3 | 4  | 88 | 27  | +61  |
| 2    | Celtic              | 42  | 30 | 20 | 2 | 8  | 70 | 42  | +28  |
| 3    | Motherwell          | 41  | 30 | 18 | 5 | 7  | 83 | 54  | +29  |
| 4    | Clyde               | 36  | 30 | 18 | 0 | 12 | 80 | 61  | +19  |
| 5    | Hibernian           | 35  | 30 | 15 | 5 | 10 | 69 | 51  | +18  |
| 6    | Heart of Midlothian | 35  | 30 | 14 | 7 | 9  | 75 | 60  | +15  |
| 7    | Morton              | 33  | 30 | 16 | 1 | 13 | 71 | 60  | +11  |
| 8    | Falkirk             | 31  | 30 | 14 | 3 | 13 | 67 | 57  | +10  |
| 9    | Hamilton Academical | 29  | 30 | 12 | 5 | 13 | 77 | 86  | -9   |
| 10   | Queen's Park        | 28  | 30 | 12 | 4 | 14 | 60 | 62  | -2   |
| 11   | Third Lanark        | 25  | 30 | 11 | 3 | 16 | 55 | 65  | -10  |
| 12   | Partick ThistleC    | 25  | 30 | 12 | 1 | 17 | 55 | 74  | -19  |
| 13   | Dumbarton           | 21  | 30 | 9  | 3 | 18 | 51 | 84  | -33  |
| 14   | Saint Mirren        | 20  | 30 | 7  | 6 | 17 | 45 | 71  | -26  |
| 15   | Albion Rovers       | 16  | 30 | 7  | 2 | 21 | 42 | 104 | -62  |
| 16   | Airdrieonians       | 14  | 30 | 4  | 6 | 20 | 43 | 73  | -30  |

Abréviations
T : Tenant du titre

C : Vainqueur de la Summer Cup 1944-45

L : Vainqueur de la Southern League Cup 1944-45

Relégation
- Relégation en Division B